# نيلسون آيرتس
نيلسون آيرتس (بالبرتغالية: Nelson Aerts) هو لاعب كرة مضرب برازيلي، ولد في 25 أبريل 1963 في كاشويرا دو سول في البرازيل.

## وصلات خارجية
- نيلسون آيرتس على موقع رابطة محترفي التنس (الإنجليزية)
- نيلسون آيرتس على موقع الاتحاد الدولي لكرة المضرب (الإنجليزية)
- نيلسون آيرتس على موقع كأس ديفيز (الإنجليزية)
- نيلسون آيرتس على موقع خلاصة التنس.كوم (الإنجليزية)